# Handball-Weltmeisterschaft der Männer 2011/Gruppe D
Dies sind die Spielergebnisse der Gruppe D der Handball-Weltmeisterschaft der Herren 2011.
| 13. Januar 2011 | 13. Januar 2011 | 13. Januar 2011 | 13. Januar 2011 | 13. Januar 2011 |
| --------------- | --- | --- | --- | --- |
| 20:15 Uhr       | Schweden | – | Chile | 28:18 (15:08) |
|                 | Tore: Ekdahl du Rietz (6), Petersen (5), Carlén (5), Källmann (4), Ekberg (3), Gustavsson (1), Andersson (1), Lenardsson (1), Doder (1), Arhenius (1) – Emil Feuchtmann Perez (4), Saliños (3), Erwin Feuchtmann Perez (3), Martinez Chavez (2), Araya Proboste (2), Jofre Alvarado (1), Donoso Anderlaft (1), Chacana Araya (1), Oneto Zuñiga (1). | | | |
|                 | Göteborg, 10.368 Zuschauer; Schiedsrichter: Nikolić / Stojković (Serbien) | | | |
| 14. Januar 2011 | | | | |
| 18:15 Uhr       | Südkorea | – | Argentinien | 25:25 (13:11) |
| Tore:           | Eom (1), J.-G. Park (5), Oh (1), Jung (2), Yoon (1), J.-W. Lee (9/2), Duk Jun (1), C.-Y. Park (1), Sim (1), Jeong (3) – Vieyra (1), F. Fernandez (5/4), Carou (4), S. Simonet (4), Migueles (3), Kogovsek (3), J. P. Fernandez (2), Ferro (1), D. Simonet (1), Vidal (1)                                                                            | Eom (1), J.-G. Park (5), Oh (1), Jung (2), Yoon (1), J.-W. Lee (9/2), Duk Jun (1), C.-Y. Park (1), Sim (1), Jeong (3) – Vieyra (1), F. Fernandez (5/4), Carou (4), S. Simonet (4), Migueles (3), Kogovsek (3), J. P. Fernandez (2), Ferro (1), D. Simonet (1), Vidal (1)                                                                            | Eom (1), J.-G. Park (5), Oh (1), Jung (2), Yoon (1), J.-W. Lee (9/2), Duk Jun (1), C.-Y. Park (1), Sim (1), Jeong (3) – Vieyra (1), F. Fernandez (5/4), Carou (4), S. Simonet (4), Migueles (3), Kogovsek (3), J. P. Fernandez (2), Ferro (1), D. Simonet (1), Vidal (1)                                                                            | Eom (1), J.-G. Park (5), Oh (1), Jung (2), Yoon (1), J.-W. Lee (9/2), Duk Jun (1), C.-Y. Park (1), Sim (1), Jeong (3) – Vieyra (1), F. Fernandez (5/4), Carou (4), S. Simonet (4), Migueles (3), Kogovsek (3), J. P. Fernandez (2), Ferro (1), D. Simonet (1), Vidal (1)                                                                            |
|                 | Göteborg – 1733 Zuschauer – Schiedsrichter: Stark / Stefan (Rumänien) | | | |
| 20:15 Uhr       | Polen | – | Slowakei | 35:33 (15:17) |
| Tore:           | Ttuczynski (7/1), Bielecki (6), Lijewski (6), Jaszka (5), Bartosz Jurecki (3), Michat Jurecki (3), Kuchczynski (2), Tomaczak (1/1), Jurasik (1), Jurkiewicz (1) – Martin Stranovský (9/3), Valo (6) Kukucka (5), Petro (5), Šulc (3), Tarhai (3), Kopco (1), Tomáš Stranovský (1).                                                                  | Ttuczynski (7/1), Bielecki (6), Lijewski (6), Jaszka (5), Bartosz Jurecki (3), Michat Jurecki (3), Kuchczynski (2), Tomaczak (1/1), Jurasik (1), Jurkiewicz (1) – Martin Stranovský (9/3), Valo (6) Kukucka (5), Petro (5), Šulc (3), Tarhai (3), Kopco (1), Tomáš Stranovský (1).                                                                  | Ttuczynski (7/1), Bielecki (6), Lijewski (6), Jaszka (5), Bartosz Jurecki (3), Michat Jurecki (3), Kuchczynski (2), Tomaczak (1/1), Jurasik (1), Jurkiewicz (1) – Martin Stranovský (9/3), Valo (6) Kukucka (5), Petro (5), Šulc (3), Tarhai (3), Kopco (1), Tomáš Stranovský (1).                                                                  | Ttuczynski (7/1), Bielecki (6), Lijewski (6), Jaszka (5), Bartosz Jurecki (3), Michat Jurecki (3), Kuchczynski (2), Tomaczak (1/1), Jurasik (1), Jurkiewicz (1) – Martin Stranovský (9/3), Valo (6) Kukucka (5), Petro (5), Šulc (3), Tarhai (3), Kopco (1), Tomáš Stranovský (1).                                                                  |
|                 | Göteborg, 2486 Zuschauer; Schiedsrichter: Načevski / Nikolov (Mazedonien) | | | |
| 15. Januar 2011 | | | | |
| 16:15 Uhr       | Chile | – | Südkorea | 22:37 (12:15) |
| Tore:           | Salinas Munoz (6), Perez (2), Feuchtmann Perez (8), Maurin Garcia (1), Martinez Chavez (2), Chacana Araya (2), Oneto Zuniga (1) – Yu (9/3), Yoon (3), Na (2), Oh (1), J.-W. Lee (6), Eom (3), Jung (2/1), Hwan Sung (2), C.-Y. Park (3), Duk Jun (1), Jeong (5)                                                                                     | Salinas Munoz (6), Perez (2), Feuchtmann Perez (8), Maurin Garcia (1), Martinez Chavez (2), Chacana Araya (2), Oneto Zuniga (1) – Yu (9/3), Yoon (3), Na (2), Oh (1), J.-W. Lee (6), Eom (3), Jung (2/1), Hwan Sung (2), C.-Y. Park (3), Duk Jun (1), Jeong (5)                                                                                     | Salinas Munoz (6), Perez (2), Feuchtmann Perez (8), Maurin Garcia (1), Martinez Chavez (2), Chacana Araya (2), Oneto Zuniga (1) – Yu (9/3), Yoon (3), Na (2), Oh (1), J.-W. Lee (6), Eom (3), Jung (2/1), Hwan Sung (2), C.-Y. Park (3), Duk Jun (1), Jeong (5)                                                                                     | Salinas Munoz (6), Perez (2), Feuchtmann Perez (8), Maurin Garcia (1), Martinez Chavez (2), Chacana Araya (2), Oneto Zuniga (1) – Yu (9/3), Yoon (3), Na (2), Oh (1), J.-W. Lee (6), Eom (3), Jung (2/1), Hwan Sung (2), C.-Y. Park (3), Duk Jun (1), Jeong (5)                                                                                     |
|                 | Göteborg, 7727 Zuschauer; Schiedsrichter: Couliabaly / Diabate (Elfenbeinküste) | | | |
| 18:15 Uhr       | Slowakei | – | Schweden | 22:38 (14:15) |
| Tore:           | Kukucka (4/1), Tumidalsky (1), Niznan (1), Valo (2), Tarhai (3), Urban (1), T. Stranovsky (2), Antl (2), M. Stranovsky (1), Petro (3), Kopco (2) – Doder (5), T. Karlsson (2), Carlén (5), Larholm (3), Ekdahl Du Rietz (2), Källman (6), Ekberg (8/4), Petersen (1), Gustafsson (5)                                                                | Kukucka (4/1), Tumidalsky (1), Niznan (1), Valo (2), Tarhai (3), Urban (1), T. Stranovsky (2), Antl (2), M. Stranovsky (1), Petro (3), Kopco (2) – Doder (5), T. Karlsson (2), Carlén (5), Larholm (3), Ekdahl Du Rietz (2), Källman (6), Ekberg (8/4), Petersen (1), Gustafsson (5)                                                                | Kukucka (4/1), Tumidalsky (1), Niznan (1), Valo (2), Tarhai (3), Urban (1), T. Stranovsky (2), Antl (2), M. Stranovsky (1), Petro (3), Kopco (2) – Doder (5), T. Karlsson (2), Carlén (5), Larholm (3), Ekdahl Du Rietz (2), Källman (6), Ekberg (8/4), Petersen (1), Gustafsson (5)                                                                | Kukucka (4/1), Tumidalsky (1), Niznan (1), Valo (2), Tarhai (3), Urban (1), T. Stranovsky (2), Antl (2), M. Stranovsky (1), Petro (3), Kopco (2) – Doder (5), T. Karlsson (2), Carlén (5), Larholm (3), Ekdahl Du Rietz (2), Källman (6), Ekberg (8/4), Petersen (1), Gustafsson (5)                                                                |
|                 | Göteborg, 11.491 Zuschauer; Schiedsrichter: Stark / Stefan (Rumänien) | | | |
| 20:15 Uhr       | Argentinien | – | Polen | 23:24 (06:11) |
| Tore:           | F. Fernandez (5), Portela (1), D. Simonet (6), Vieyra (6), J. P. Fernandez (1), Carou (1), Kogovsek (3) – Jurkiewicz (1), M. Jurecki (3), Zaremba (3), Jaszka (1), Bielecki (1), Tkaczyk (2), Kuchczynski (4), Rosinski (1), Tluczynski (5/1), B. Jurecki (2), Siodmiak (1)                                                                         | F. Fernandez (5), Portela (1), D. Simonet (6), Vieyra (6), J. P. Fernandez (1), Carou (1), Kogovsek (3) – Jurkiewicz (1), M. Jurecki (3), Zaremba (3), Jaszka (1), Bielecki (1), Tkaczyk (2), Kuchczynski (4), Rosinski (1), Tluczynski (5/1), B. Jurecki (2), Siodmiak (1)                                                                         | F. Fernandez (5), Portela (1), D. Simonet (6), Vieyra (6), J. P. Fernandez (1), Carou (1), Kogovsek (3) – Jurkiewicz (1), M. Jurecki (3), Zaremba (3), Jaszka (1), Bielecki (1), Tkaczyk (2), Kuchczynski (4), Rosinski (1), Tluczynski (5/1), B. Jurecki (2), Siodmiak (1)                                                                         | F. Fernandez (5), Portela (1), D. Simonet (6), Vieyra (6), J. P. Fernandez (1), Carou (1), Kogovsek (3) – Jurkiewicz (1), M. Jurecki (3), Zaremba (3), Jaszka (1), Bielecki (1), Tkaczyk (2), Kuchczynski (4), Rosinski (1), Tluczynski (5/1), B. Jurecki (2), Siodmiak (1)                                                                         |
|                 | Göteborg, 7996 Zuschauer; Schiedsrichter: Nikolic / Stojkovic (Serbien) | | | |
| 17. Januar 2011 | | | | |
| 16:15 Uhr       | Slowakei | – | Argentinien | 18:23 (09:07) |
| Tore:           | Valo (4), Kukucka (3), Urban (1), T. Stranovsky (4), M. Stranovsky (4/3), Kopco (1), Petro (1) – Migueles (1), F. Fernandez (9/3), J. P. Fernandez (1), S. Simonet (2), D. Simonet (5), Kogovsek (1), Vieyra (3), Pizarro (1) | Valo (4), Kukucka (3), Urban (1), T. Stranovsky (4), M. Stranovsky (4/3), Kopco (1), Petro (1) – Migueles (1), F. Fernandez (9/3), J. P. Fernandez (1), S. Simonet (2), D. Simonet (5), Kogovsek (1), Vieyra (3), Pizarro (1) | Valo (4), Kukucka (3), Urban (1), T. Stranovsky (4), M. Stranovsky (4/3), Kopco (1), Petro (1) – Migueles (1), F. Fernandez (9/3), J. P. Fernandez (1), S. Simonet (2), D. Simonet (5), Kogovsek (1), Vieyra (3), Pizarro (1) | Valo (4), Kukucka (3), Urban (1), T. Stranovsky (4), M. Stranovsky (4/3), Kopco (1), Petro (1) – Migueles (1), F. Fernandez (9/3), J. P. Fernandez (1), S. Simonet (2), D. Simonet (5), Kogovsek (1), Vieyra (3), Pizarro (1) |
|                 | Göteborg, 3057 Zuschauer; Schiedsrichter: Geipel / Helbig (Deutschland) | | | |
| 18:15 Uhr       | Polen | – | Chile | 38:23 (15:13) |
| Tore:           | M. Lijewski (1), Bielecki (1), Jaszka (2), Jurasik (6), Jurkiewicz (1), Kuchczynski (3), Zaremba (1), Tkaczyk (5), Tluczynski (6/1), Tomczak (4), Rosinski (3), B. Jurecki (5) – Salinas Munoz (6/1), Maurin Garcia (1), Feuchtmann Perez (6/2), Chacana Araya (1), Araya Proboste (1), Martinez Chavez (4), Valenzuela Dupre (1), Oneto Zuniga (3) | M. Lijewski (1), Bielecki (1), Jaszka (2), Jurasik (6), Jurkiewicz (1), Kuchczynski (3), Zaremba (1), Tkaczyk (5), Tluczynski (6/1), Tomczak (4), Rosinski (3), B. Jurecki (5) – Salinas Munoz (6/1), Maurin Garcia (1), Feuchtmann Perez (6/2), Chacana Araya (1), Araya Proboste (1), Martinez Chavez (4), Valenzuela Dupre (1), Oneto Zuniga (3) | M. Lijewski (1), Bielecki (1), Jaszka (2), Jurasik (6), Jurkiewicz (1), Kuchczynski (3), Zaremba (1), Tkaczyk (5), Tluczynski (6/1), Tomczak (4), Rosinski (3), B. Jurecki (5) – Salinas Munoz (6/1), Maurin Garcia (1), Feuchtmann Perez (6/2), Chacana Araya (1), Araya Proboste (1), Martinez Chavez (4), Valenzuela Dupre (1), Oneto Zuniga (3) | M. Lijewski (1), Bielecki (1), Jaszka (2), Jurasik (6), Jurkiewicz (1), Kuchczynski (3), Zaremba (1), Tkaczyk (5), Tluczynski (6/1), Tomczak (4), Rosinski (3), B. Jurecki (5) – Salinas Munoz (6/1), Maurin Garcia (1), Feuchtmann Perez (6/2), Chacana Araya (1), Araya Proboste (1), Martinez Chavez (4), Valenzuela Dupre (1), Oneto Zuniga (3) |
|                 | Göteborg, 5535 Zuschauer; Schiedsrichter: Mezian / Si Bachir (Algerien) | | | |
| 20:15 Uhr       | Schweden | – | Südkorea | 30:24 (14:12) |
| Tore:           | T. Karlsson (1), Carlén (4), Larholm (2), K. Andersson (2), Doder (6), Källman (8), Ekberg (7/2) – Jeong (1), Eom (6), Hwan Sung (1), Oh (1), Yoon (3/1), Yu (7/2), J.-G. Park (6) | T. Karlsson (1), Carlén (4), Larholm (2), K. Andersson (2), Doder (6), Källman (8), Ekberg (7/2) – Jeong (1), Eom (6), Hwan Sung (1), Oh (1), Yoon (3/1), Yu (7/2), J.-G. Park (6) | T. Karlsson (1), Carlén (4), Larholm (2), K. Andersson (2), Doder (6), Källman (8), Ekberg (7/2) – Jeong (1), Eom (6), Hwan Sung (1), Oh (1), Yoon (3/1), Yu (7/2), J.-G. Park (6) | T. Karlsson (1), Carlén (4), Larholm (2), K. Andersson (2), Doder (6), Källman (8), Ekberg (7/2) – Jeong (1), Eom (6), Hwan Sung (1), Oh (1), Yoon (3/1), Yu (7/2), J.-G. Park (6) |
|                 | Göteborg, 8109 Zuschauer; Schiedsrichter: Načevski / Nikolic (Mazedonien/Serbien) | | | |
| 18. Januar 2011 | | | | |
| 16:15 Uhr       | Chile | – | Slowakei | 29:29 (15:12) |
| Tore:           | Feuchtmann Perez (3), Maurin Garcia (2), Salinas Munoz (4), Feuchtmann Perez (11/2, Martinez Chavez (4/1), Oneto Zuniga (5) – Kukucka (2), Sulc (7/3), Tumidalsky (1), Niznan (4), Valo (1), T. Stranovsky (4), Antl (4), M. Stranovsky (3), Kopco (3)                                                                                              | Feuchtmann Perez (3), Maurin Garcia (2), Salinas Munoz (4), Feuchtmann Perez (11/2, Martinez Chavez (4/1), Oneto Zuniga (5) – Kukucka (2), Sulc (7/3), Tumidalsky (1), Niznan (4), Valo (1), T. Stranovsky (4), Antl (4), M. Stranovsky (3), Kopco (3)                                                                                              | Feuchtmann Perez (3), Maurin Garcia (2), Salinas Munoz (4), Feuchtmann Perez (11/2, Martinez Chavez (4/1), Oneto Zuniga (5) – Kukucka (2), Sulc (7/3), Tumidalsky (1), Niznan (4), Valo (1), T. Stranovsky (4), Antl (4), M. Stranovsky (3), Kopco (3)                                                                                              | Feuchtmann Perez (3), Maurin Garcia (2), Salinas Munoz (4), Feuchtmann Perez (11/2, Martinez Chavez (4/1), Oneto Zuniga (5) – Kukucka (2), Sulc (7/3), Tumidalsky (1), Niznan (4), Valo (1), T. Stranovsky (4), Antl (4), M. Stranovsky (3), Kopco (3)                                                                                              |
|                 | Göteborg, 3112 Zuschauer; Schiedsrichter: Načevski / Nikolov (Mazedonien) | | | |
| 18:15 Uhr       | Südkorea | – | Polen | 20:25 (11:10) |
| Tore:           | Duk Jun (1), Jeong (4), Sim (2), Jung (1), J.-G. Park (3), Na (1), J.-W. Lee (1), Oh, Yu (5/4), Yoon (2) – Bielecki (4), M. Lijewski (1), Jaszka (4), Tkaczyk (5), Kuchczynski (3), Tluczynski (3/2), B. Jurecki (5) | Duk Jun (1), Jeong (4), Sim (2), Jung (1), J.-G. Park (3), Na (1), J.-W. Lee (1), Oh, Yu (5/4), Yoon (2) – Bielecki (4), M. Lijewski (1), Jaszka (4), Tkaczyk (5), Kuchczynski (3), Tluczynski (3/2), B. Jurecki (5) | Duk Jun (1), Jeong (4), Sim (2), Jung (1), J.-G. Park (3), Na (1), J.-W. Lee (1), Oh, Yu (5/4), Yoon (2) – Bielecki (4), M. Lijewski (1), Jaszka (4), Tkaczyk (5), Kuchczynski (3), Tluczynski (3/2), B. Jurecki (5) | Duk Jun (1), Jeong (4), Sim (2), Jung (1), J.-G. Park (3), Na (1), J.-W. Lee (1), Oh, Yu (5/4), Yoon (2) – Bielecki (4), M. Lijewski (1), Jaszka (4), Tkaczyk (5), Kuchczynski (3), Tluczynski (3/2), B. Jurecki (5) |
|                 | Göteborg, 6001 Zuschauer; Schiedsrichter: Geipel / Helbig (Deutschland) | | | |
| 20:15 Uhr       | Schweden | – | Argentinien | 22:27 (10:12) |
| Tore:           | Doder (2), Ekdahl Du Rietz (3), Carlén (4), Larholm (5), Källman (3), Ekberg (3/1), Petersen (1), Lennartsson (1) – Querin (1), F. Fernandez (1/1), Pizarro (6/2), S. Simonet (2), D. Simonet (3), Migueles (4), Ferro (2), J. P. Fernandez (3), Vidal (4), Carou (1)                                                                               | Doder (2), Ekdahl Du Rietz (3), Carlén (4), Larholm (5), Källman (3), Ekberg (3/1), Petersen (1), Lennartsson (1) – Querin (1), F. Fernandez (1/1), Pizarro (6/2), S. Simonet (2), D. Simonet (3), Migueles (4), Ferro (2), J. P. Fernandez (3), Vidal (4), Carou (1)                                                                               | Doder (2), Ekdahl Du Rietz (3), Carlén (4), Larholm (5), Källman (3), Ekberg (3/1), Petersen (1), Lennartsson (1) – Querin (1), F. Fernandez (1/1), Pizarro (6/2), S. Simonet (2), D. Simonet (3), Migueles (4), Ferro (2), J. P. Fernandez (3), Vidal (4), Carou (1)                                                                               | Doder (2), Ekdahl Du Rietz (3), Carlén (4), Larholm (5), Källman (3), Ekberg (3/1), Petersen (1), Lennartsson (1) – Querin (1), F. Fernandez (1/1), Pizarro (6/2), S. Simonet (2), D. Simonet (3), Migueles (4), Ferro (2), J. P. Fernandez (3), Vidal (4), Carou (1)                                                                               |
|                 | Göteborg, 9.044 Zuschauer; Schiedsrichter: Raluy López / Sabroso Ramírez (Spanien) | | | |
| 20. Januar 2011 | | | | |
| 16:15 Uhr       | Südkorea | – | Slowakei | 31:26 (14:10) |
| Tore:           | Lee (1/1), C.-Y. Park (1), Yoon (2), Yu (7/1), J.-W. Lee (7/1), J.-G. Park (4), Jeong (8), Duk Jun (1) – Niznan (2), Tumidalsky (1), Sulc (1), Kukucka (2), Antl (9/1), M. Stranovsky (6/1), Urban (1), Mazak (4) | Lee (1/1), C.-Y. Park (1), Yoon (2), Yu (7/1), J.-W. Lee (7/1), J.-G. Park (4), Jeong (8), Duk Jun (1) – Niznan (2), Tumidalsky (1), Sulc (1), Kukucka (2), Antl (9/1), M. Stranovsky (6/1), Urban (1), Mazak (4) | Lee (1/1), C.-Y. Park (1), Yoon (2), Yu (7/1), J.-W. Lee (7/1), J.-G. Park (4), Jeong (8), Duk Jun (1) – Niznan (2), Tumidalsky (1), Sulc (1), Kukucka (2), Antl (9/1), M. Stranovsky (6/1), Urban (1), Mazak (4) | Lee (1/1), C.-Y. Park (1), Yoon (2), Yu (7/1), J.-W. Lee (7/1), J.-G. Park (4), Jeong (8), Duk Jun (1) – Niznan (2), Tumidalsky (1), Sulc (1), Kukucka (2), Antl (9/1), M. Stranovsky (6/1), Urban (1), Mazak (4) |
|                 | Göteborg, 2922 Zuschauer; Schiedsrichter: Lopez / Ramirez (Spanien) | | | |
| 18:15 Uhr       | Argentinien | – | Chile | 35:25 (15:13) |
| Tore:           | Canepa (2), D. Simonet (3), Pizarro (9/4), Vieyra (6), Migueles (1), F. Fernandez (6/3), J. P. Fernandez (5), Kogovsek (2), Vidal (1) – Salinas Munoz (2), Maurin Garcia (2/1), Feuchtmann Perez (7/2), Feuchtmann Perez (5), Araya Proboste (1), Martinez Chavez (3/1), Oneto Zuniga (4), Maltez Munoz (1)                                         | Canepa (2), D. Simonet (3), Pizarro (9/4), Vieyra (6), Migueles (1), F. Fernandez (6/3), J. P. Fernandez (5), Kogovsek (2), Vidal (1) – Salinas Munoz (2), Maurin Garcia (2/1), Feuchtmann Perez (7/2), Feuchtmann Perez (5), Araya Proboste (1), Martinez Chavez (3/1), Oneto Zuniga (4), Maltez Munoz (1)                                         | Canepa (2), D. Simonet (3), Pizarro (9/4), Vieyra (6), Migueles (1), F. Fernandez (6/3), J. P. Fernandez (5), Kogovsek (2), Vidal (1) – Salinas Munoz (2), Maurin Garcia (2/1), Feuchtmann Perez (7/2), Feuchtmann Perez (5), Araya Proboste (1), Martinez Chavez (3/1), Oneto Zuniga (4), Maltez Munoz (1)                                         | Canepa (2), D. Simonet (3), Pizarro (9/4), Vieyra (6), Migueles (1), F. Fernandez (6/3), J. P. Fernandez (5), Kogovsek (2), Vidal (1) – Salinas Munoz (2), Maurin Garcia (2/1), Feuchtmann Perez (7/2), Feuchtmann Perez (5), Araya Proboste (1), Martinez Chavez (3/1), Oneto Zuniga (4), Maltez Munoz (1)                                         |
|                 | Göteborg, 7660 Zuschauer; Schiedsrichter: Mezian / Si Bachir (Algerien) | | | |
| 20:15 Uhr       | Polen | – | Schweden | 21:24 (12:14) |
| Tore:           | M. Lijewski (6), Jaszka (2), Tkaczyk (1), Kuchczynski (2), Bielecki (2), Tluczynski (4/3), Tomczak (1/1), B. Jurecki (3) – Ekdahl Du Rietz (1), Larholm (5/1), K. Andersson (4), Doder (3), Carlén (3), Källman (3), Ekberg (2/1), Arrhenius (3) | M. Lijewski (6), Jaszka (2), Tkaczyk (1), Kuchczynski (2), Bielecki (2), Tluczynski (4/3), Tomczak (1/1), B. Jurecki (3) – Ekdahl Du Rietz (1), Larholm (5/1), K. Andersson (4), Doder (3), Carlén (3), Källman (3), Ekberg (2/1), Arrhenius (3) | M. Lijewski (6), Jaszka (2), Tkaczyk (1), Kuchczynski (2), Bielecki (2), Tluczynski (4/3), Tomczak (1/1), B. Jurecki (3) – Ekdahl Du Rietz (1), Larholm (5/1), K. Andersson (4), Doder (3), Carlén (3), Källman (3), Ekberg (2/1), Arrhenius (3) | M. Lijewski (6), Jaszka (2), Tkaczyk (1), Kuchczynski (2), Bielecki (2), Tluczynski (4/3), Tomczak (1/1), B. Jurecki (3) – Ekdahl Du Rietz (1), Larholm (5/1), K. Andersson (4), Doder (3), Carlén (3), Källman (3), Ekberg (2/1), Arrhenius (3) |
|                 | Göteborg, 11.606 Zuschauer; Schiedsrichter: Geipel / Helbig (Deutschland) | | | |